# Soyouz T-7
Soyouz T-7 est une mission spatiale soviétique ayant eu lieu en 1982. Elle a pour but de rejoindre la station spatiale Salyut 7. Svetlana Savitskaya qui fait partie de l'équipage est alors la deuxième femme à aller dans l'espace, près de vingt ans après Valentina Tereshkova.

## Équipage
Les nombres entre parenthèses indiquent le nombre de vols spatiaux effectués par chaque individu jusqu'à cette mission incluse.
Décollage:
- Leonid Popov (3)
- Aleksandr Serebrov (1)
- Svetlana Savitskaya (1)

Atterrissage:
- Anatoli Berezovoy (1)
- Valentin Lebedev (2)

## Paramètres de la mission
- Masse: 6850 kg
- Périgée: 289 km
- Apogée: 299 km
- Inclinaison: 51.6°
- Période: 90.3 minutes